# Copernic (cratère)
Pour les articles homonymes, voir Copernic (homonymie).
Copernic est un cratère d'impact de la Lune situé dans la partie est d'Oceanus Procellarum (l'océan des Tempêtes) qui doit son nom à l'astronome Nicolas Copernic. On estime qu'il a 800 millions d'années, et sa formation correspond au début de la période géologique lunaire dite copernicienne. Il est typique de cratères dits « en rayon », nom dû à la forme des rayons de débris dispersés sur plusieurs centaines de kilomètres autour de la zone d'impact. Le cratère Copernic est situé à l'ouest des cratères Ératosthène et Stadius.
On avait choisi le cratère Copernic comme lieu d'atterrissage de la mission Apollo 18 en 1971. Cette dernière a été annulée en 1970 pour des raisons budgétaires.

## Cratères satellites
Les cratères dit satellites sont de petits cratères situés à proximité du cratère principal ; on les désigne en faisant suivre le nom du cratère principal d'une lettre majuscule (même si la formation de ces cratères est indépendante de la formation du cratère principal). Par convention ces caractéristiques sont indiquées sur les cartes lunaires en plaçant la lettre sur le point le plus proche du cratère principal. C'est Giovanni Domenico Cassini qui, en 1680, les a pour la première fois représentés sur une carte. Liste des cratères satellites de Copernic :

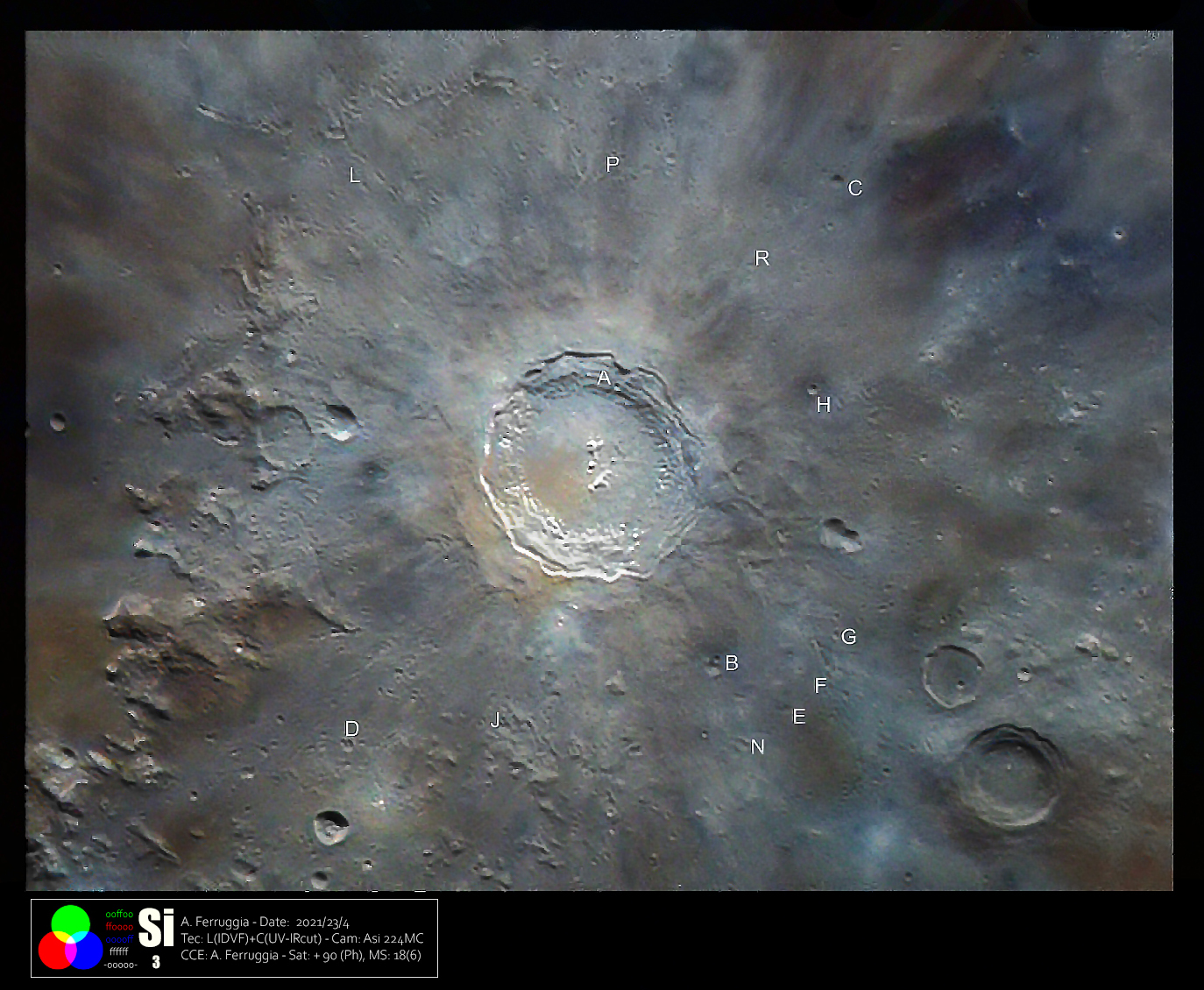
Vue du cratére (Selenochromatic postprocessing)

| Copernic | Coordonnées   | Diamètre (km) |
| -------- | ------------- | ------------- |
| A        | 9,52, −18,9   | 3             |
| B        | 7,5, −22,39   | 8             |
| C        | 7,12, −15,44  | 6             |
| D        | 12,2, −24,8   | 5             |
| E        | 6,4, −22,7    | 4             |
| F        | 5,89, −22,24  | 3             |
| G        | 5,92, −21,51  | 4             |
| H        | 6,89, −18,29  | 4             |
| J        | 10,13, −23,94 | 6             |
| L        | 13,48, −17,08 | 4             |
| N        | 6,91, −23,31  | 6             |
| P        | 10,11, −16,06 | 4             |
| R        | 8,06, −16,84  | 4             |

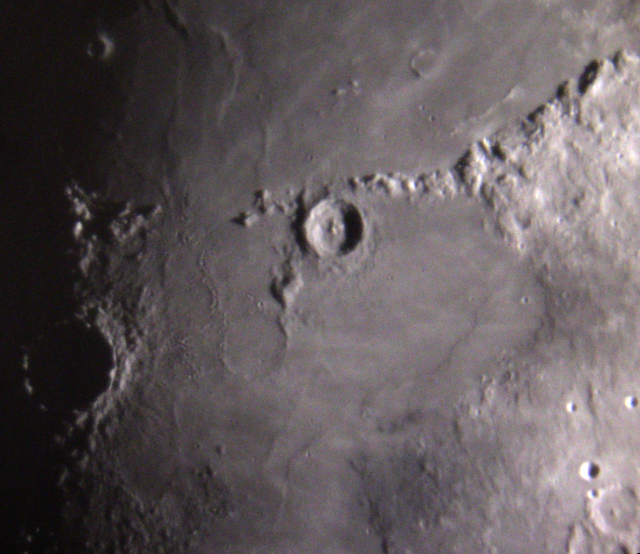
Vue du cratère Copernic (à gauche) et des cratères Eratosthenes et Stadius au centre.
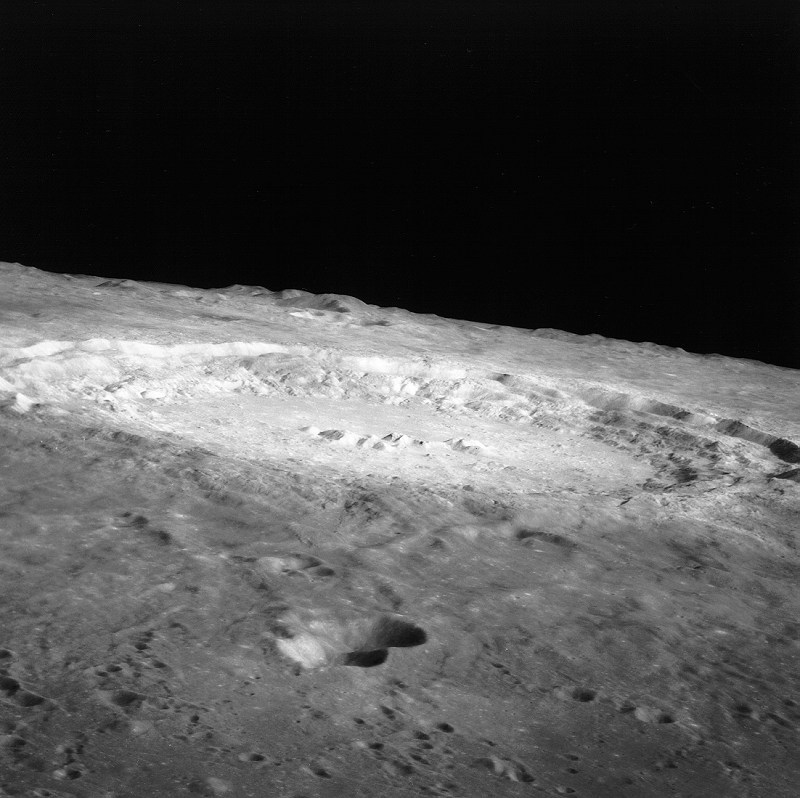
Cratère vu par Apollo 12.
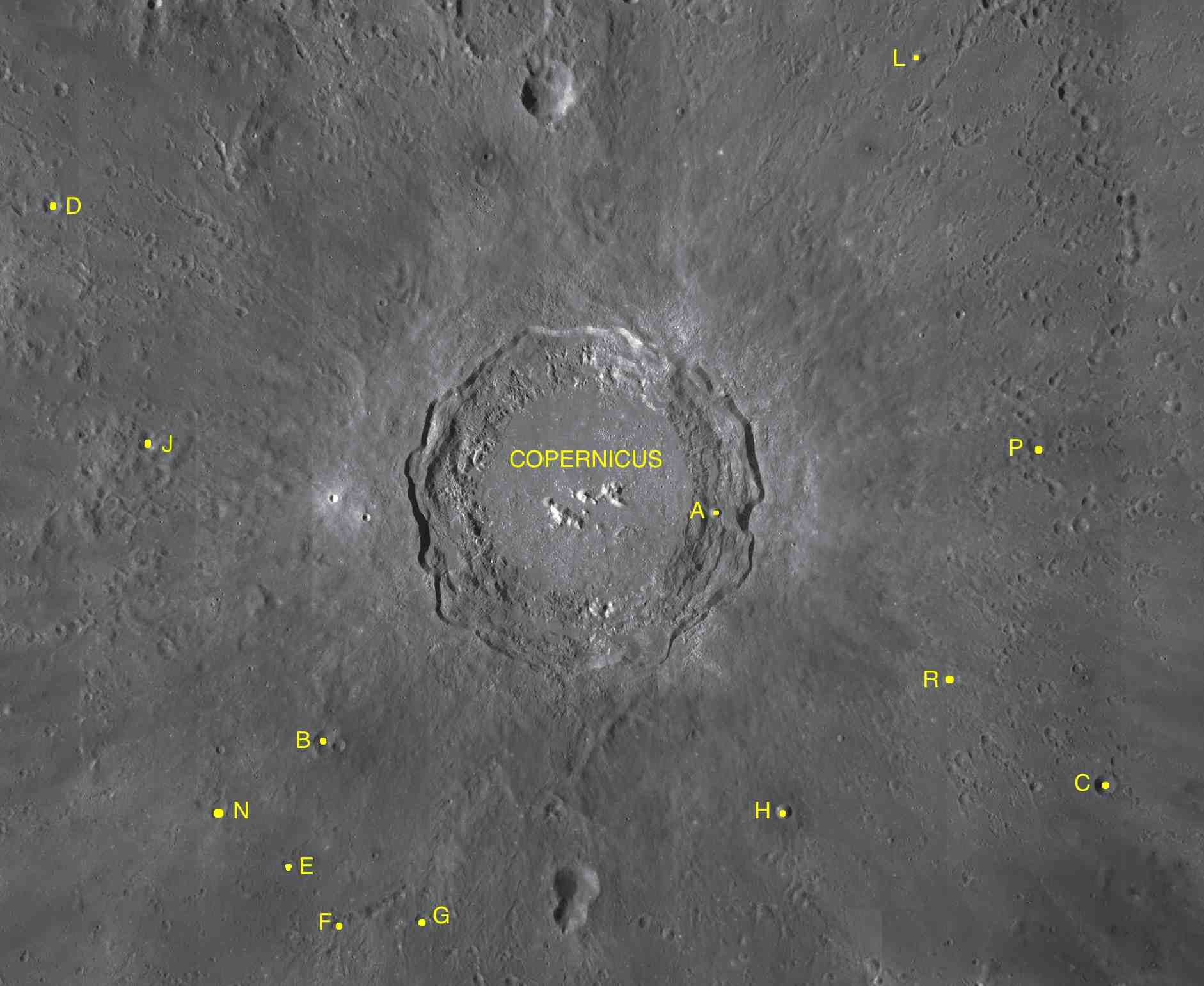
Cratères satellites de Copernic.

## Hypothèse d'un bombardement météoritique
Une étude de l'Université d'Osaka met en évidence la formation simultanée de plusieurs cratères lunaires tel Copernic. Cela indiquerait un important bombardement météoritique de la Lune il y a 800 millions d'années. Cette pluie d'impacts aurait aussi pu toucher la Terre avec des conséquences cataclysmiques, considérant la quantité calculées de matière ; cependant aucune donnée géologique ne l'a mise en évidence mais on note qu'elle aurait précédé la période cryogénienne.